# Kaiserstraße 5 (Quedlinburg)

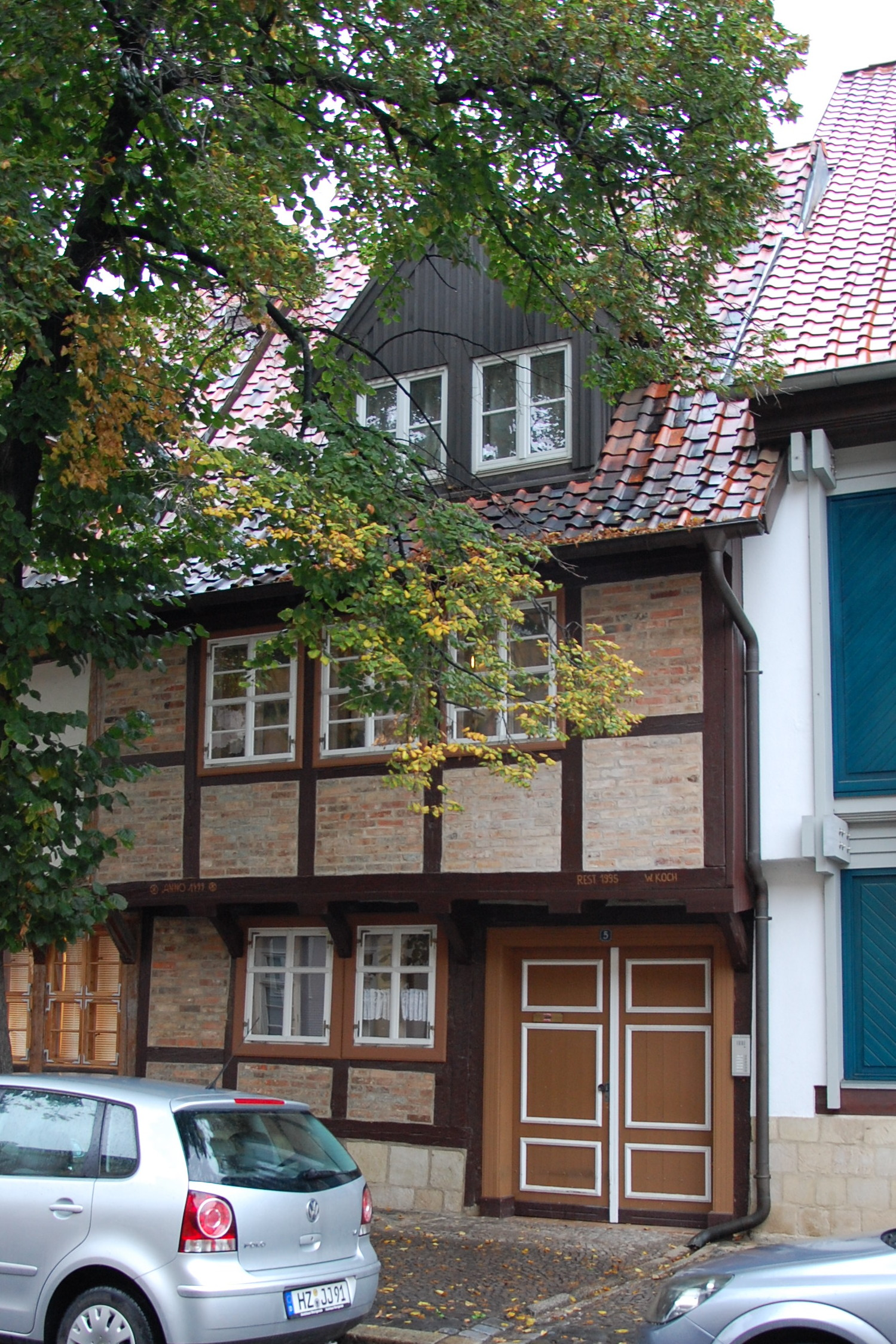
Kaiserstraße 5

Das Haus Kaiserstraße 5 ist ein denkmalgeschütztes Gebäude in der Stadt Quedlinburg in Sachsen-Anhalt.

## Lage
Es befindet sich in der historischen Quedlinburger Neustadt und ist im Quedlinburger Denkmalverzeichnis als Wohnhaus eingetragen. Westlich grenzt das gleichfalls denkmalgeschützte Haus Kaiserstraße 4 an. Mit den Hausnummern 3 und 4 bildet das Gebäude eine Häusergruppe mit einheitlicher Gestaltung.

## Architektur und Geschichte
Das zweigeschossige Fachwerkhaus entstand in der Zeit um 1680. Das obere Stockwerk kragt deutlich vor. 
In den 1980er Jahren hatte sich der Bauzustand erheblich verschlechtert. Die hofseitige Fassade sowie die Hofgebäude waren weitgehend zerstört. Im Gebäudeinneren bestanden Nässeschäden.
Im Zuge einer Sanierung in den 1990er Jahren wurde das Erscheinungsbild verändert. Unter anderem erhielt das Dach ein Zwerchhaus.